# 胡朝
胡朝（越南语：／），也叫大虞国（越南语：／），是越南史上一个仅有7年存在时间的短暂王朝，其经历了两代皇帝的治理，初代皇帝胡季犛于1400年废陈朝的陈少帝自立，立国号为大虞，年号聖元，定都西都城。同年底传位于子胡汉苍，其自1400年至1407年在位。传位于指定的皇子（而非惯例上的传位长子）的情况同先前的陈朝较为相似，都是为了避免兄弟相争。胡季犛的长子胡元澄之后成为了胡朝的军事首领。因该朝君主姓胡，故历史上称为胡朝。

## 背景
据《大越史记全书》记载，胡氏可追述到的祖先名叫胡兴逸，浙江人，在五代十國後漢時來到越南，镇守安南國演州。李朝时，后裔娶月的公主，生月端公主。胡季犛的高曾祖父胡廉将其家族迁至北方的清化大吏乡（约现在的河内市100公里以南）。因为胡廉是黎训养子，故改姓黎姓。胡季犛是胡廉的四世孙，直到陈朝最后一个皇帝被推翻前，仍然姓黎，叫黎季犛。1400年称帝后，胡季犛恢复祖先的胡姓。
1370年代至1380年代，陈朝的皇室权威与权力在陈艺宗的统治（1370年—1372年）之后开始逐渐下滑。陈睿宗（1372年—1377年）、陈廢帝（1377年—1388年）、陈順宗（1388年—1398年）三代皇帝的废立，陈艺宗都曾參與決定繼嗣皇帝的事宜，並且在每一朝中也依然身居上皇之位，發揮影響力。
陈朝多数皇帝执政仅数年便让位于指定的皇子，从而成为太上皇。陈朝也是首次大量采用太上皇称号的越南朝代。这些短命或短视的皇帝使一些强有力而狡猾的政治家得以成长和抬头。胡季犛就是这样的政治家。他是一个狡黠，有勇气和胆略的人，并在对占城国的战争获胜后成为同中書門下平章事（宰相）。通过他精心策划的政治婚姻，胡季犛成为皇帝身边不可或缺的人物。不到20年时间，他身边很多人卷入宫廷阴谋而被暗杀，胡季犛在1399年登上了其政治高峰，成为了这个国家的最高军事统帅、御林军首领和摄政者。

## 政权建立
为了便于获得权力，胡季犛开始营建新的都城西都清化。1399年，他邀请当时的皇帝陈顺宗访问这个新的都城。在逼劝顺宗让位于年仅3岁太子陳𤇼後，他将陈顺宗囚禁在一座塔裡并在后来将其杀害。太子陳𤇼（陈少帝）的“统治”维持了一年，胡季犛在1400年废陈少帝自立为皇帝。
胡季犛自称是虞舜后裔，将国号从原来的“大越”改为“大虞”。不到一年，胡季犛便传位子胡汉苍，成为太上皇，但仍掌握实权。

## 统治（1400年－1407年）

### 经济和财政
胡季犛发起过很多经济、财政和教育的改革。其中一项最显著的改革是在1399至1400年间在越南全国范围内发行纸币。

### 与明朝的外交
與明朝稳定的关系是胡季犛首要关注的问题。而在那段内乱时期胡季犛的想法被证明是不可能的。被推翻的陈朝的遗族开始鼓动对“篡权者”胡季犛的斗争。这一内部的不安因素继续着国家的混乱，并给了明朝在陈朝的遗族的帮助下重新控制南越地区一个机会。从1400年到第1405年，胡氏希望恢复同中央王朝的友好。他们派出使节和带着贡物的外交官到南京，然而每次都被拒绝或轻视。胡季犛（当时未称帝）意识到这种顽固态度，表明明廷迟早会入侵他的国家，并促使他加强防卫。

## 灭亡
1406年，明成祖派往广东五十万人的军队开始了先期的进攻。1407年，多邦（Da Bang）城堡垒的沦陷，木凡江（Moc Pham Giang）及鹹子關的失败都促成了胡朝的覆灭。在鹹子關的战斗中，胡氏族人试图逃走，但却被抓获并送到中国。越南开始了第四次北属時期。

## 胡朝（大虞）君主列表
| 庙号   | 諡號   | 姓名                      | 年號      | 在位時間      |
| ------ | ------ | ------------------------- | --------- | ------------- |
| 胡國祖 | 章皇帝 | 胡一元 （胡季犛、黎季犛） | 聖元      | 1400年        |
|        |        | 胡 （胡漢蒼）             | 紹聖 開大 | 1401年-1407年 |

## 胡朝世譜
|  |  | 胡季犛1 |  |  |  |  |  |  |  |  |  |
|  |  |         |  |  |  |  |  |  |  |  |  |
|  |  | 胡漢蒼2 |  |  |  |  |  |  |  |  |  |

## 另请参见
- 西都城，胡朝时期的城堡，2011年6月27日被录入联合国教科文组织世界遗产